# جو كيسي
جو كيسي (بالإنجليزية: Joe Casey)‏ هو فنان قصص مصورة وكاتب سيناريو أمريكي، ولد في القرن العشرين.

## وصلات خارجية
- جو كيسي على موقع IMDb (الإنجليزية)
- جو كيسي على موقع قاعدة بيانات الفيلم (الإنجليزية)